# Habitation La Lise
L'habitation La Lise est une ancienne exploitation sucrière située au lieu-dit Pigeon, à Bouillante, sur l'île de Basse-Terre dans le département de la Guadeloupe en France. L'ensemble des bâtiments sont classés aux monuments historiques en 1993 et deviennent un site patrimonial touristique en 2019.

## Historique
Créée par Jean Yvert, sieur de la Courtille, la plantation sucrière est attestée dès 1667. Elle est nommée en rapport aux terrains marécageux (des lises) qu'elle occupe. Construite à l'embouchure de la vallée de la rivière Lostau, plusieurs des bâtiments sont en construction en 1671. Le père Labat la visite en 1696 et note qu'elle appartient aux frères Lostau. La propriété tient ce nom jusqu'en 1750. Au début du XVIIIe siècle, deux canaux sont creusés pour capter les eaux des rivières Lostau et Bourceau. Le canal de la rivière Lostau s'étend sur 1 200 m. L'aqueduc n'est cité qu'à partir de 1818.
En 1790, elle se distingue de l'habitation Bourceau et devient une guildiverie (distillerie).
Un inventaire de 1818 recense les différents biens immobiliers du site et fait état d'une population de 210 esclaves travaillant sur l’exploitation.
Au XIXe siècle, son propriétaire, Louis Marsolles, fait aménager un bassin sommaire recueillant des sources chaudes. Les curistes pouvaient ainsi se baigner pour une rétribution modeste.
Vers 1945 un moulin à broyer est installé pour la distillerie et une cheminée quadrangulaire est établie entre un hangar et le moulin. La Lise produit alors du rhum, du café, de la vanille, du vin d'oranges, des confitures et des huiles essentielles de bois d'Inde.
La Lise cesse ses activités en 1971.
La maison de maître, de 1828, a été détruite par un incendie en 1995.

## Protection patrimoniale
Inscrite aux monuments historiques en 1990 puis classée en 1993, le département de la Guadeloupe et une association citoyenne bouillantaise tentent de relancer en 2019 une activité patrimoniale avec la restauration du site et l'organisation de visites,.